# Romântico Anônimo
"Romântico Anônimo" é uma canção da dupla sertaneja brasileira Marcos & Belutti com a participação do cantor Fernando Zor, da dupla sertaneja Fernando & Sorocaba. A canção foi lançada nas rádios no dia 15 de fevereiro de 2016.

## Composição
A canção é composta por Bruno Caliman, Tato, Zeider Pires e Ivo Mozart, e é produzida por Fernando Zor, que também participa da canção.

## Videoclipe
O videoclipe da canção, que faz parte do DVD Acústico Tão Feliz, foi lançado no YouTube em fevereiro de 2016 e possui mais de 30 milhões de visualizações.
Tem a participação das esposas dos cantores Lucilene Marchioto e Thaís Pacholek 

## Desempenho nas tabelas musicais
| Tabela musical (2016)                                            | Melhor posição |
| ---------------------------------------------------------------- | -------------- |
| Brasil Billboard Brasil Hot 100 Airplay                          | 1              |
| Brasil - Billboard Brasil Regional Vitória Hot Songs             | 1              |
| Brasil - Billboard Brasil Regional Campo Grande/Cuiabá Hot Songs | 1              |
| Brasil - Billboard Brasil Regional Florianópolis Hot Songs       | 1              |
| Brasil - Billboard Brasil Regional Grande São Paulo Hot Songs    | 3              |
| Brasil - Billboard Brasil Regional Goiânia Hot Songs             | 8              |
| Brasil - Billboard Brasil Regional Porto Alegre Hot Songs        | 10             |

### Tabela de fim de ano
| Tabela musical (2016)                   | Melhor posição |
| --------------------------------------- | -------------- |
| Brasil Billboard Brasil Hot 100 Airplay | 4              |